# Gościeszyn (gmina)
Gościeszyn – dawna gmina wiejska istniejąca w latach 1934–1939 w woj. poznańskim (dzisiejsze woj. kujawsko-pomorskie). Siedzibą władz gminy był Gościeszyn.
Gmina zbiorowa Gościeszyn została utworzona 1 sierpnia 1934 roku w powiecie żnińskim w woj. poznańskim z dotychczasowych jednostkowych gmin wiejskich: Bożacin, Budzisław, Cegielnia, Cotoń, Gościeszyn, Gościeszynek, Jeziora, Lubcz, Mięcierzyn, Ryszewo i Zalesie (oraz z obszarów dworskich położonych na tych terenach lecz nie wchodzących w skład gmin). 
13 lutego 1935 roku do gminy Gościeszyn przyłączono część byłego obszaru dworskiego Gołąbki Nadleśnictwo o nazwie Sarnówko I z gminy Gąsawa. Jednostka została zniesiona 4 kwietnia 1939 roku, a jej obszar włączono do gminy Rogowo.